# De Gunne
De Gunne is een buitenplaats en landgoed ten noordoosten van het Overijsselse dorp Heino van ruim honderd hectare groot. Het huis is uitgebouwd uit een van de 21 originele spiekers die rondom Heino stonden.
Erve De Gunne werd in 1583 voor het eerst vermeld. Aan het eind van de zeventiende eeuw stond hier een katerstede, waar begin achttiende eeuw een spieker aan werd gebouwd. In 1822 werd het gebouw naar neoclassicistische stijl verbouwd, waarbij er twee zijvleugels aangebouwd werden.
Begin achttiende eeuw werd het huis omringd door een Franse tuin, waarvan de grachten- en lanenstructuur nog te zien is. In het begin van de negentiende eeuw werd dit omgebouwd naar een landschapsstijl door de Zwolse architect G.A. Blom. In de tuin bevinden zich enkele rijksmonumenten, waaronder een toegangshek tot de achtertuin, enkele tuinvazen, sokkels, stoeppalen en een tuinmanswoning.
Anno 2020 wordt het huis bewoond door de familie Van Sonsbeeck. Het landgoed is openbaar te bewandelen.